# Pedro Almodóvar
Pedro Almodóvar Caballero, född 25 september 1949 i Calzada de Calatrava, Ciudad Real, Kastilien-La Mancha, är en spansk filmregissör, manusförfattare och filmproducent. 
Almodóvar flyttade till Madrid 1968 med målet att lära sig göra film. Han slog igenom i Spanien 1980 med långfilmen Pepi, Luci, Bom, och internationellt 1988 med Kvinnor på gränsen till nervsammanbrott. Han är sedan dess spansk films mest framgångsrika och internationellt ryktbara filmskapare i sin generation. I hans filmer återkommer teman om spanskt kynne, religion och sexualitet, familjeliv, åtrå, passion och identitetskriser som ofta framförs som rappa och provocerande skildringar.
Han vann en Oscar för bästa utländska film med Allt om min mamma 1999 och för bästa manus för Tala med henne 2003.

## Tidiga år
Pedro Almodóvar Caballero föddes i Calzada de Calatrava, en liten stad i regionen Kastilien-La Mancha. Han växte upp i en syskonskara på fyra barn, två pojkar och två flickor. Hans pappa, Antonio Almodóvar, försörjde sig stora delar av sitt liv genom att frakta vintunnor på åsnor. Mamman, Francisca Caballero, gjorde sonen till byns deltidslärare i läskunskap, han hjälpte grannarna med att läsa och skriva deras brev. När Pedro var åtta år gammal skickade föräldrarna honom till en bibelskola i staden Cáceres med förhoppningar att han skulle studera till präst. Så småningom flyttade hans föräldrar med honom dit, och pappan öppnade en bensinstation medan mamman drev en bodega.
I Cáceres fanns en biograf, något som inte funnits i den gamla hemstaden. "Film blev min riktiga utbildning, i mycket högre grad än den jag fick av prästen", har Almodóvar senare sagt i en intervju .
Almodóvar tog intryck av regissörer som Billy Wilder, Douglas Sirk, Alfred Hitchcock, Rainer Werner Fassbinder, Luis Buñuel, Edgar Neville, Ingmar Bergman, Federico Fellini, Luis García Berlanga och nyrealisten Marco Ferreri. 
18 år gammal flyttade Almodóvar till Madrid, mot sina föräldrars vilja. Hans mål var att regissera filmer, men saknade pengar och dessutom hade diktatorn Franco just stängt ner den nationella filmskolan, så han fick bli helt och hållet självlärd. Han tog en del tillfälliga arbeten för att få pengar till uppehälle, bland annat som försäljare på Madrids berömda loppmarknad El Rastro. Slutligen fick han ett heltidsjobb på den spanska, statliga telefonoperatören Telefónica där han jobbade som kontorsassistent i tolv år. Eftersom han bara jobbade fram till klockan tre varje eftermiddag, fanns det gott om tid att ägna sig åt sitt filmintresse.

## Karriärens början
I början på 1970-talet började Almodóvar intressera sig för experimentell film och teater. Han inledde ett samarbete med en avantgardistisk teatergrupp, Los Goliardos, där han spelade sina första professionella roller och träffade även skådespelerskan Carmen Maura, som han senare skulle ha flera täta samarbeten med. Överhuvudtaget deltog han i Madrids alternativa kulturliv och blev en förgrundsgestalt i kulturrörelsen La Movida Madrileña ("Madridscenen") som efter Francos död kom att skapa närmast en renässans inom musik, konst och film efter Franco-regimens kulturcensur. Tillsammans med sångaren och skådespelaren Fabio McNamara bildade Almodóvar den populära duon Almodóvar Y McNamara vars specialitet var parodier på glamrock-låtar. Under en kvinnlig pseudonym, den påhittade porrstjärnan Patty Diphusa, skrev han ett stort antal journalistiska artiklar, krönikor och essäer för spanska tidningar och tidskrifter som El País, Diario 16 och La Luna. Med lönen från Telefónica-jobbet kunde han också skaffa sig en Super 8-filmkamera som han använde för att filma experimentella kortfilmer.

## Kortfilmer
Kring 1974 började Almodóvar filma sina första kortfilmer med sin Super 8. Filmerna saknade ljud och var skildringar med ofta sexuella teman, med titlar som till exempel Dos putas, o, Historia de amor que termina en boda ("Två horor, eller en kärlekshistoria som slutar i äktenskap", 1974), La caída de Sodoma ("Sodoms fall", 1975), Homenaje ("Homage", 1975), La Sueño, o la estrella ("Stjärnan", 1977), Sexo Va: Sexo viene ("Kärlek kommer och går", 1977). I en intervju har Almodóvar förklarat: "Jag visade filmerna i barer, på fester... Jag kunde inte lägga till soundtrack eftersom det var mycket svårt. Magnetremsan var av dålig kvalitet, väldigt tunn. Jag minns att jag blev berömd i Madrid eftersom jag, på grund av att filmerna saknade ljud, spelade en musikkassett samtidigt som jag gjorde alla rösterna, sångerna och dialogerna själv.".
Efter att i fyra år gjort kortfilmer i Super 8-format, gjorde han så 1978 sin första långfilm Folle... folle... fólleme Tim! ("Knulla... knulla... knulla mig, Tim!"). Dessutom gjorde han sin första kortfilm i 16 mm-format, Salome. Detta var hans första kontakt med den professionella filmvärlden. Filmens huvudrollsinnehavare, Carmen Maura och Felix Rotaeta, uppmuntrade honom och hjälpte till att samla ihop pengar till hans första 16-millimeters långfilm, Pepi, Luci, Bom y otras chicas del montón.

## Filmografi
- 1980 – Pepi, Luci, Bom y otras chicas del montón
- 1982 – Passionens labyrint (Laberinto de Pasiones)
- 1983 – Dunkla drifter (Entre Tinieblas)
- 1984 – Vad har jag gjort för att förtjäna detta? (¿Qué he hecho yo para merecer esto?)
- 1985 – Kärlekens matadorer (Matador)
- 1986 – Begärets lag (La ley del Deseo)
- 1988 – Kvinnor på gränsen till nervsammanbrott (Mujeres al borde de un ataque de nervios)
- 1989 – Bind mig, älska mig (Átame)
- 1990 – Höga klackar (Tacones Lejanos)
- 1993 – Kika
- 1995 – Min hemlighets blomma (La flor de mi secreto)
- 1997 – Köttets lustar (Carne trémula)
- 1999 – Allt om min mamma (Todo sobre mi madre)
- 2002 – Tala med henne (Hable con ella)
- 2004 – Dålig uppfostran (La mala educación)
- 2006 – Att återvända (Volver)
- 2009 – Brustna omfamningar (Los abrazos rotos)
- 2011 – The Skin I Live In (La Piel que Habito)
- 2013 – Kära passagerare (Los amantes pasajeros)
- 2016 – Julieta
- 2019 – Smärta och ära (Dolor y gloria)
- 2021 – Parallella mödrar (Madres paralelas)